# Bibelen
|  | "Bibelen" peger hertil. For en liste over danske udgaver af Bibelen, se Danske bibeloversættelser. Artiklen her beskriver Bibelen fra et primært kristent synspunkt, for andre synsvinkler se Bibel (flertydig). |
Bibelen (gr. βιβλία biblia "bøger") er betegnelsen for de grundlæggende kanoniske skrifter i jødedommen og kristendommen. Den jødiske Bibel, også kaldet Tanakh, er stort set identisk med Det Gamle Testamente i den kristne Bibel. I kristendommen varierer antallet og indholdet af Bibelens bøger.
Den kristne bibel er inddelt i to hoveddele.
- Det Gamle Testamente er næsten identisk med den jødiske Bibel, der var delt i tre: Torah (Loven), Nevi’im (Profeterne) og Kethuvim (Skrifterne). Bibelen indeholder i nogle kirkesamfund yderligere de Deuterokanoniske Bøger, som i den katolske og ortodokse kirke medregnes til Det Gamle Testamente, men som ikke regnes for kanoniske af alle jøder og protestanter. I de fleste protestantiske bibler udelades de helt. Den tidlige kristendom byggede på Septuaginta, den græske oversættelse af Tanakh, som har rødder i det 3. århundrede f.Kr.. Septuaginta indeholdt de deuterokanoniske skrifter.
- Det Nye Testamente indeholder de særligt kristne skrifter, som blev skrevet på græsk i det første århundrede e. Kr. (Apokryferne findes således ikke i den hebraiske Bibel).

Bibelen indeholder skrifter af vidt forskellige genrer som jura, poesi, historie og profeti. Bibelens bøger inddeles i protestantisk tradition i to testamenter, 66 bøger, 1.189 kapitler og 31.173 vers. Denne opdeling er først kommet til, da det blev nødvendigt at henvise nøjagtigt til bibelstederne. Bibelen er almindeligt anset for at være den mest solgte bog nogen sinde. Bibelen er den bog i verden, som er oversat til flest sprog. Pr. oktober 2016 er hele Bibelen oversat til 636 sprog, Det Nye Testamente til 1.442 sprog og andre dele af bibelen til 1.145 sprog. Bibelen er helt eller delvist tilgængelig på 3.223 sprog.

## Etymologi
Det danske ord Bibel har en lang og ofte utydelig etymologisk historie. Betegnelsen stammer fra græsk biblía (flertalsformen af biblíon lille bog) som formentlig stammer fra det græske bíblos eller býblos som betyder papyrus, skriftrulle eller bog efter den fønikiske havneby Byblos, hvorfra papyrus blev eksporteret. Det græske udtryk ta biblia bruges om den kristne kirkes kanoniske skrifter så tidligt som 223 e. Kr. Ordet blev på latin brugt i udtrykket biblia sacra (de hellige skrifter).

## Den jødiske bibel
Den jødiske Bibel (hebr. תנ"ך tanakh) indeholder 39 skrifter og er næsten identisk med Det Gamle Testamente. Den er skrevet på hebraisk, hovedsageligt af og til hebræere. Tanakh (TaNaKh) er et initialord for de tre dele i den hebraiske bibel: Torah ("Loven"), Nevi’im ("Profeterne") og Ketuvim ("Skrifterne"). Teksten var oprindeligt hele de kristnes bibel og bliver flere steder i Det Nye Testamente refereret til som "skriften" eller "skrifterne". Den hebraiske Bibel er en vigtig kilde til det teologiske studie af Bibelen, og teologistuderende undervises i hebraisk for at kunne studere teksten på originalsproget.
Hvor skrifterne i den jødiske Tanakh inddeles i de tre hovedinddelinger, Loven, Profeterne og Skrifterne, har den kristne tradition arrangeret Det Gamle Testamentes skrifter i overensstemmelse med Septuaginta (LXX), der inddeler Bibelens bøger i historiske skrifter, visdomsskrifter og profetiske skrifter. Det giver et mere eskatologisk præg, der peger frem mod forløsning, idet samlingen slutter med den messianske profeti sidst i Malakias’ Bog modsat Tanakh, der slutter med opfordringen til at bygge et nyt tempel i Anden Krønikebog.
Den jødiske tradition inddelte omkring det 5. århundrede f.Kr. de fem Mosebøger i 54 ugentlige afsnit, som læses højt som toralæsning hver sabbat. Cyklussen ender og gentages ved den jødiske fest Sukkot. Disse inddelinger svarer ikke til de nuværende kapitler.

### Torah
Torahen eller "loven" forstået som "instruktion" er grundlaget for de religiøse jødiske regler og forskrifter og består af:
- Første Mosebog (hebr. בראשית Bereshit, gr. Γένεσις Génesis, latin Genesis).
- Anden Mosebog (hebr. שמות Shemot, gr. Ἔξοδος Éxodos, latin Exodus).
- Tredje Mosebog (hebr. ויקרא Vayikra, gr. Λευϊτικόν Leuitikón, latin Leviticus).
- Fjerde Mosebog (hebr. במדבר Bamidbar, gr. Ἀριθμοί Arithmói, latin Numeri).
- Femte Mosebog (hebr. דברים Devarim, gr. Δευτερονόμιον Deuteronómion, latin Deuteronomium).

Den hebraiske titel kommer fra det første ord i hver del bortset fra Fjerde Mosebog, hvor det er det femte ord. Bøgerne indeholder 613 mitzvot eller bud fra Gud, som danner basis for den religiøse jødiske lov (Halakha).
Torahen beskriver tre stadier i forholdet mellem Gud og menneske. Første Mosebog 1-11 beskriver menneskehedens generelle historie med skabelsen, syndefaldet og menneskets forfald derefter. De sidste 39 kapitler i Første Mosebog, hvor Abraham udvælges til stamfader til et talrigt folk, hvorigennem skal velsignes. Abraham blev af Gud kaldet til at drage til Kana'an hvor løftet blev gentaget til hans efterkommere, Isak, Jakob og Josef. I de sidste fire bøger fortælles historien om Moses, som levede flere hundrede år efter patriarkerne i Egypten, og beretter om israelitternes udvandring fra Egypten, ørkenvandringen og fornyelsen af pagten med Gud ved Sinai Bjerg. Torahen ender med Moses' død.

### Nevi'im
Nevi'im eller "profeterne" indbefatter nogle skrifter, der henviser til de historiske skrifter i Bibelen. Bøgerne beskriver dommertiden, oprettelsen af det israelitiske monarki, delingen i to kongeriger og profeter som, på Guds vegne, advarer og dømmer kongerne og folket i Israel. Skrifterne slutter med babylonernes erobring af Sydriget Juda. Ifølge jødisk tradition bliver Nevi'im inddelt i otte bøger. Den inddeling følges ikke i normale danske bibeler:
- Josvabogen (hebr. יהושע Yehoshua).
- Dommerbogen (hebr. שופטים Shoftim).
- Samuel, inkluderer 1 Sam og 2 Sam (hebr. שמואל Shemuel).
- Kongerne, inkluderer 1 Kong og 2 Kong (hebr. מלכים Melakhim).
- Esajas, (hebr. ישעיהו Yeshayahu).
- Jeremias, (hebr. ירמיהו Yirmiyahu).
- Ezekiel, (hebr. יחזקאל Yekhezkel).
- Tolvprofetbogen, (hebr. תרי עשר Tre Asar), inkluderer de tolv små profeter: Hoseas’ Bog, Joels Bog, Amos' Bog, Obadias' Bog, Jonas' Bog, Mikas Bog, Nahums Bog, Habakkuks Bog, Sefanias’ Bog, Haggajs Bog, Zakarias’ Bog og Malakias’ Bog.

### Ketuvim
Ketuvim, eller "skrifterne" på dansk, er 11 bøger skrevet af forskellige forfattere og indeholder den israelitiske visdomslitteratur. Ifølge rabbinsk tradition er mange af salmerne skrevet af David; Kong Salomon formodes som ung at være forfatteren til Højsangen, Ordsprogenes Bog midt i livet og Prædikerens Bog i hans alderdom. Ruths bog er den eneste bibelske bog om en ikke-jøde. Fem af bøgerne kaldes "De fem Skriftruller" (Megilot) og bliver læst op under de jødiske fester: Højsangen ved påsken; Ruths Bog ved shavuot; Klagesangene ved tisha b'av; Prædikerens Bog ved sukkot; og Esters Bog ved purim. Overordnet set indeholder "skrifterne" poesi, filosofiske refleksioner over livet, profeternes og andre israelitiske lederes levned under det babylonske fangenskab. Det ender med det persiske dekret, som tillader jøderne at vende tilbage til Jerusalem og genopbygge templet.
- Salmernes Bog (hebr. תהלים Tehillim).
- Ordsprogenes Bog (hebr. משלי Mishlei).
- Jobs Bog (hebr. איוב Iyyov).
- Højsangen (hebr. שיר השירים Shir ha-Shirim).
- Ruths Bog (hebr. רות Rut).
- Klagesangene (hebr. איכה Eikhah, også kaldet קינות Kinot).
- Prædikerens Bog (hebr. קהלת Kohelet).
- Esters Bog (hebr. אסתר Ester).
- Daniels Bog (hebr. דניאל Daniel).
- Ezras Bog, inkluderer Nehemias' Bog (hebr. עזרא Ezra).
- Krønikebogen, inkluderer 1 Krøn og 2 Krøn (hebr. דברי הימים Divrei ha-Yamim).

## Den kristne bibel

### Det Gamle Testamente
Det Gamle Testamente er indholdsmæssigt identisk med den jødiske Bibel og har fået betegnelsen, fordi den i kristen sammenhæng repræsenterer "Den Gamle Pagt". Det var den pagt, Gud sluttede med Moses på Sinai. Allerede i Jeremias 31,31 taler profeten om en "ny pagt", der skal erstatte den gamle pagt. I begyndelsen af kirkens historie var den græske oversættelse af den hebraiske bibel, Septuaginta, kirkens Bibel. Efterhånden blev flere skrifter, der repræsenterede den kristne fortolkning af Tanakh, kanoniseret og formede "Den Nye Pagt". Jesus Kristus er den nye pagts repræsentant, og Det Gamle Testamente læses af kristne i lyset af Jesus som opfyldelse af messiasprofetierne. Hebræerbrevet siger: "Derfor er Kristus formidler af en ny pagt, for at de kaldede kan få den evige arv, der er lovet, ved at han er død til forløsning fra overtrædelserne under den første pagt." (Hebr 9,15) Jesus bliver for kristne en fortolkningsnøgle og får afgørende betydning for forståelsen af den hebraiske bibel.

### Det Nye Testamente
Det Nye Testamentes 27 skrifter er skrevet på græsk og er inddelt efter forskellige principper. Først er der de historiske skrifter med de fire evangelier, Matthæus-, Markus-, Lukas- og Johannesevangeliet. De er sandsynligvis sorteret efter alder. Derefter kommer Apostlenes Gerninger, som danner overgang fra evangelierne til brevene, som ofte handler om apostlenes gerninger.
Paulus' breve består af 13 breve og er inddelt i to kategorier: Menighedsbrevene, som er sorteret efter størrelse, og de personlige breve. Derefter kommer Hebræerbrevet, som på grund af usikkerhed om forfatterskabet er sat efter Paulus’ breve. I begyndelsen af kirkens historie mentes Paulus at være forfatteren.
De syv katolske breve (eller almindelige breve) har denne betegnelse, fordi de ikke har en specifik modtager, men er skrevet til et bredt publikum. Johannes' Åbenbaring er den naturlige afslutning på den kristne bibel med syner om den nye himmel og den nye jord. GT repræsenterer forjættelsen, NT repræsenterer opfyldelsen, og GT er til stede i NT ved over 300 citater.
Paulus' personlige breve: Romerbrevet, 1. Korintherbrev, 2. Korintherbrev, Galaterbrevet, Efeserbrevet, Filipperbrevet, Kolossenserbrevet, 1. Thessalonikerbrev, 2. Thessalonikerbrev, 1. Timotheusbrev, 2. Timotheusbrev, Titusbrevet og Filemonbrevet.
De syv katolske breve: Jakobsbrevet, 1. Petersbrev, 2. Petersbrev, 1. Johannesbrev, 2. Johannesbrev, 3. Johannesbrev og Judasbrevet.

## Kanonisering
Ordet "kanon" betyder rettesnor, målestok. I den tidlige kirke betød ordet samlingen af de hellige skrifter til brug i menigheden. Betegnelsen blev hurtigt ensbetydende med en lukket gruppe bøger med autoritet i betydningen, regel eller retningslinje. Bøger, der ikke fandtes på denne liste, omtaltes som "apokryfe" dvs. skjulte. De er Guds autoritative ord til menigheden på jorden.

### Kanoniseringen af den jødiske bibel
Det Nye Testamente (NT) bevarer tredelingen fra den jødiske Bibel: Loven, Profeterne og Skrifterne. I Luk 24,44 henviser Jesus til det "som står skrevet om mig i Moseloven, hos profeterne og i salmerne." Hvilket er en tidlig henvisning til den tredelte hebraiske tekst, som blev kanoniseret i disse tre stadier: Loven før eksilet i Babylon i 586 f. Kr., Profeterne, omkring den syriske forfølgelse af jøderne og Skrifterne efter Kristi fødsel. Der er ikke konsensus i sagen blandt teologer.
I sidste halvdel af første århundrede blev tidlige kristne skrifter accepteret som autoritative. Det medvirkede til at jøderne "lukkede" deres kanon, som ellers af natur havde stået åben pga. de profetiske skrifters natur. De medtog færre skrifter, end hvad der var oversat til græsk i Septuaginta. Denne kanon forudsætter Filon, Josefus, Det Nye Testamente (Luk 11,51) og Talmud.
De nytestamentlige forfattere henviste til Det Gamle Testamente som inspireret af Gud, tidligst i 2 Tim 3,16: "Ethvert skrift er indblæst af Gud og nyttigt til undervisning, til bevis, til vejledning og til opdragelse i retfærdighed..."

### Kanonisering af den kristne bibel
For at et skrift kunne optages i kanon, skulle det opfylde tre krav:
- Det skulle være skrevet af et førstehåndsvidne eller på vegne af et (Antikvitets-princippet).
- Det skulle være anerkendt i hele kirken (Katolicitets-princippet).
- Det måtte ikke indeholde ny eller modstridende lære i forhold til De Hellige Skrifter (Ortodoksi-princippet).[11]

Den gammeltestamentlige (GT) kanon , blev brugt i de kristne menigheder i den græske oversættelse. Efterhånden tilføjede menighederne flere og flere skrifter, som siden er blevet samlet til det Nye Testamente (NT). Efterhånden som øjenvidnerne til beretningerne døde, blev der brug for at nedskrive begivenhederne omkring Jesu liv og lære. Desuden vejledte og underviste apostlene de nye menigheder i læren. Det resulterede i, at en grundstamme af historiske beretninger og opbyggelige breve blev samlet før år 200 e. Kr. Drøftelser omkring nogle skrifter fortsatte ind i det 3. og 4. århundrede på flere kirkemøder, men de fire evangelier, Apostlenes Gerninger, en samling af Paulus' breve og andres breve og til sidst det apokalyptiske skrift Johannes' Åbenbaring var der ikke uenighed om. Rækkefølgen varierer lidt mellem forskellige bibeludgaver, og der er stadig mindre variationer i kanon mellem forskellige kirkesamfund.
Under reformationen forslog flere reformatorer nye lister af kanoniske bøger. Ikke uden debat forblev kanon dog den samme. Men de gammeltestamentlige (GT) apokryfer gik af brug i de protestantiske kirker, i modsætning til den katolske. Det protestantiske GT har derfor 39 skrifter, og NT har 27 skrifter. Katolikker og protestanter har de samme bøger i NT.

## Bibelens

### Israels historie
Bibelen beskriver ét folks , israelitternes, historiske udvikling i en lang periode. Historien begynder i Mesopotamien, hvor Abraham bliver kaldet af Gud til at bosætte sig i Kana'an (nu Staten Israel og Palæstina). På grund af hungersnød rejste Abrahams, Isaks og Jakobs efterkommere til Egypten. Efter et længere ophold i Egypten vandrede slægten til Kana'an – efter 40 år i ørkenen under ledelse af Moses. Folket fik nu loven. Dateringen af begivenheden er omdiskuteret. Efterfølgeren, Josva, førte dem ind i Kana'an og ledte invasionen af landet, som var beboet af andre stammer. Efter 400 år med skiftende dommere ønskede folket en konge, Kong Saul, som blev fulgt af Kong David og Kong Salomo. Efter Salomos fremgangsrige regeringstid deltes landet i to. De ti nordlige stammer i "Nordriget" (Israel), de to stammer Juda og Benjamin i "Sydriget" (Juda), hvor Davids efterkommere sad på tronen til 586 f.Kr., hvor Juda blev indtaget af babylonierne og befolkningen ført i eksil.
Omkring 70 år senere fik en del af befolkningen lov til at drage tilbage og opbygge templet og bymuren i Jerusalem. Det foregik under ledelse af Ezra og Nehemias. Siden var landet i hænderne på forskellige herskere og nogle få år under selvstændigt styre, indtil romerne indlemmede det som provinsen Iudaea i Romerriget i år 63 f.Kr.
Mellem år 7 og 4 f.Kr. blev Jesus født under Herodes den Store, som havde udvidet templet og bygget flere større paladser og fæstninger i landet og metropolen Caesarea Maritima som en hyldest til kejseren i Rom. År 66 e.Kr. blev den jødiske opstand slået ned og i år 135 blev jøder forbudt adgang til Jerusalem, som fik ændret navn til Aelia Capitolina.

### Jesus fra Nazareth
Alle nytestamentlige skrifter er præget af Jesus Kristus som udgangspunkt for tro og forkyndelse og er den centrale figur i kristendommen. Markusevangeliet præsenterer sig således: "Begyndelsen på evangeliet om Jesus Kristus, Guds søn." (Mark 1,1) Evangelierne beretter om Jesu undervisning og underfulde gerninger; om hvordan han samlede disciple omkring sig, kom i konflikt med det bestående samfund, blev anklaget for gudsbespottelse; hvordan han blev korsfæstet, døde og efter tre dage genopstod. Sidenhen sendte han sine disciple ud for at forkynde evangeliet for alle folkeslag. Ligeledes gælder for brevene og de øvrige skrifter i Det Nye Testamente. Jesus Kristus spiller en altdominerende rolle i Paulus' forfatterskab. Romerbrevet indledes med: "evangeliet om hans søn, Jesus Kristus, vor Herre." (Rom 3,1) Jesus bliver af de nytestamentlige forfattere og kirken anset for at være opfyldelsen af de messianske profetier i Det Gamle Testamente. Ifølge dem er Jesus "opfaret til himmels, siddende ved Gud Faders, den Almægtiges, højre hånd, hvorfra han skal komme at dømme levende og døde."
Apostlenes breve er ifølge deres selvvidnesbyrd forsøget på at realisere missionsbefalingen ved at viderebringe Jesu lære og udlægge hans undervisning. Apostlene taler ifølge Jesus med hans autoritet og deres ord skal tillægges lige så stor betydning som hans egne.

### Arkæologi
Bibelsk arkæologi er den gren af arkæologien, som beskæftiger sig med bibelske vidnesbyrd. Arkæologer har gennem tiden forsøgt enten at underbygge eller undergrave Bibelens troværdighed gennem arkæologiske udgravninger i Mellemøsten: rester af bygninger og byer, tekstfund og inskriptioner. Bibelske manuskripter er blevet sammenlignet med andre tekster fra de omkringliggende samfund for at få en større erkendelse af Bibelens og den kultur teksterne er skrevet i. Blandt de vigtigste udgravninger kan nævnes: Hizkias tunnel under Jerusalem, Jerikos mure, Sankeribs belejringsrampe, Siloam dam, Templet i Jerusalem og Dødehavsrullerne i Qumran. Derudover findes utallige mindre udgravninger og enkeltfund med relation til de bibelske beretninger.
Den bibelske arkæologi viser, at Bibelens begivenheder er forankret i samtidens historie, men langt fra alt er arkæologisk beviseligt. Arkæologen Flinders Petrie var den første til at gennemføre en videnskabelig udgravning i Palæstina i 1890, hvor han i seks uger udgravede Tell el-Hesi , som fejlagtigt blev identificeret med Lakish. Han kaldes Palæstina-arkæologiens far, idet han kategoriserede og inddelte fund i arkæologiske perioder og forsøgte at datere ud fra potteskår og lagdelingen i forskellige udgravninger.